# 埃德尔河畔茹埃
埃德尔河畔茹埃（法語：Joué-sur-Erdre，發音：[ʒwe syʁ ɛʁdʁ] ⓘ）是法国大西洋卢瓦尔省的一个市镇，属于沙托布里扬-昂斯尼区。

## 地理
埃德尔河畔茹埃（47°29'44"N, 1°25'13"W）面积54.53 平方千米，位于法国卢瓦尔河地区大区大西洋卢瓦尔省，该省份为法国西北部沿海省份，位于布列塔尼半岛东南部，北起伊勒-维莱讷省，西北接莫尔比昂省，西临大西洋，南至旺代省，东临曼恩-卢瓦尔省。
与埃德尔河畔茹埃接壤的市镇（或旧市镇、城区）包括：布列塔尼地区拉梅耶赖、阿巴雷、埃德尔河畔诺尔、里亚耶、萨夫雷、莱图什、埃德尔河畔特朗。
埃德尔河畔茹埃的时区为UTC+01:00、UTC+02:00（夏令时）。

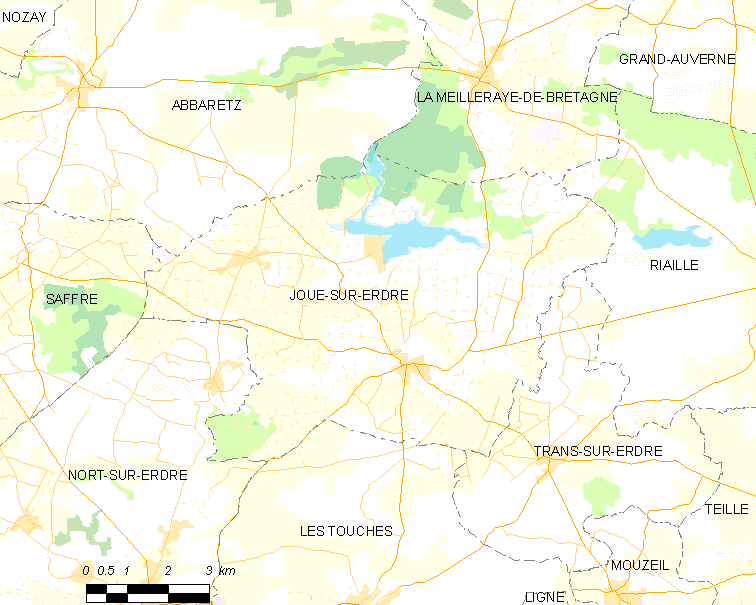
埃德尔河畔茹埃的OSM定位图

## 行政
埃德尔河畔茹埃的邮政编码为44440，INSEE市镇编码为44077。

## 政治
埃德尔河畔茹埃所属的省级选区为埃德尔河畔诺尔县。

## 人口

1962-2008年间埃德尔河畔茹埃人口变化图示

埃德尔河畔茹埃于2022年1月1日时的人口数量为2753人。